# Октябрьский (Астраханская область)
Октя́брьский — посёлок в Камызякском районе Астраханской области России. Входит в состав Образцово-Травинского сельсовета (до 2017 года — в Лебяжинском сельсовете. Население 221 человек (2010), 96 % из них — казахи..

## История
Октябрьский Законом Астраханской области от 5 сентября 2017 года № 46/2017-ОЗ передан в Образцово-Травинский сельсовет.

## География
Посёлок находится в южной части Астраханской области, в дельте реки Волги, а острове Торгуловский, на левом берегу рукава Кизань. Абсолютная высота 29 метров ниже уровня моря.
Климат
Умеренный, резко континентальный, характеризуется высокими температурами летом и низкими — зимой, малым количеством осадков, а также большими годовыми и летними суточными амплитудами температуры воздуха.

## Население
| 2002 | 2010 |
| ---- | ---- |
| 228  | ↘221 |

Национальный и гендерный состав
По данным Всероссийской переписи в 2010 году, численность населения составляла 221 человек (113 мужчин и 108 женщин, 51,1 и 48,9 %% соответственно).
Согласно результатам переписи 2002 года, в национальной структуре населения казахи составляли 96 % от общей численности населения в 226 жителей.
| Национальность | Численность (2010) | Процент |
| -------------- | ------------------ | ------- |
| Казахи         | 210                | 96,8%   |
| Русские        | 7                  | 3,2%    |
| Всего          | 217                | 100%    |

## Инфраструктура
В посёлке инфраструктура развита для рыбодобычи. Основные социальные объекты — в селе Лебяжье, где функционируют основная общеобразовательная школа, рыболовецкий колхоз, фельдшерско-акушерский пункт (филиал ГБУЗ «Камызякская центральная районная больница»), дом культуры и отделение Почты России.